# Diecéze svídnická
Diecéze svídnická (latinsky Dioecesis Suidniciensis) je polská římskokatolická diecéze se sídlem ve Svídnici. Je součástí Vratislavské církevní provincie.

## Historie
Svídnická diecéze byla zřízena apoštolskou konstitucí papeže Jana Pavla II. Multos fructus spiritales dne 24. února 2004. Vznikla ze 13 děkanátů arcidiecéze vratislavské a 8 děkanátů diecéze lehnické; o zřízení nové diecéze v Dolním Slezsku se uvažovalo již brzy po reorganizaci polské církevní správy roku 1992 a Svídnice jako její sídlo byla vybrána v konkurenci s Nisou, Kladskem a Valbřichem. Území diecéze zahrnuje vedle severní části, patřící od středověku k diecézi vratislavské, také bývalé Hrabství kladské, jež patřilo do roku 1945, resp. de iure do 1972, k arcidiecézi pražské.

## Poloha
Diecéze se rozkládá v jihovýchodní části Dolního Slezska a zahrnuje též území Kladska. Na jihu hraničí s Českou republikou. Nejvýznamnějšími městy jsou vedle sídelní Svídnice Valbřich, Dzierżoniów, Bielawa, Kladsko, Ząbkowice Śląskie.

## Katedrála a další významné chrámy
Hlavním chrámem diecéze je svídnická katedrála sv. Stanislava a Václava, která byla postavena v letech 1330-1390 a naposledy novogoticky přestavěna v letech 1893-1895. Dalšími významnými svatyněmi jsou chrám Matky Boží ve Vambeřicích (mariánské poutní místo a od roku 1936 basilica minor), kostel sv. Petra a Pavla ve Střihomi (basilica minor od roku 2002), poutní kostel Navštívení P. Marie v Bardě (basilica minor od roku 2009), poutní kostel s relikvií Svatého Kříže nebo kostel sv. Andělů strážných s kolegiátní kapitulou Bolestné Matky Boží a sv. Andělů strážných (zřízenou roku 2010) oboje ve Valbřichu. Patronem biskupství je svatý Stanislav.

## Kongregace na území diecéze
Na území diecéze působí osm mužských řádů a řeholních kongregací v 17 řeholních domech. Nejpočetnější zastoupení mají františkáni (Duszniki-Zdrój - 2 domy, Kladsko, Vambeřice). Dále v diecézi působí milosrdní bratři (Ząbkowice Śląskie), jezuité (Kladsko), pallotini (Ząbkowice Śląskie, Valbřich), redemptoristé (Bardo), klaretini, misionáři svaté Rodiny a otcové Nejsvětějších Srdcí. Ze ženských institutů zde působí klarisky (Kladsko, Ząbkowice Śląskie), voršilky (Bardo, Polanica-Zdrój) a dvacet ženských kongregací v 55 domech, nejpočetněji Kongregace sester svaté Alžběty (12 domů). Duchovní diecéze se vzdělávají na Vyšším duchovním semináři sv. Vojtěcha ve Svídnici (zřízen 2005) a na svídnické pobočce Papežské teologické fakulty ve Vratislavi.

## Biskupové
Při zřízení diecéze byl diecézním biskupem jmenován dosavadní rektor Papežské teologické fakulty ve Vratislavi profesor Ignacy Dec (narozen 1944), od roku 2008 mu je nápomocen pomocný biskup Adam Bałabuch (narozen 1961).

### Seznam biskupů
| Diecézní biskupové (od roku 2004) | Diecézní biskupové (od roku 2004) | Diecézní biskupové (od roku 2004) |
| --------------------------------- | --------------------------------- | --------------------------------- |
| Ignacy Dec                        | od 24. 2. 2004                    | do 2020                           |
| Marek Mendyk                      | od 2020                           |                                   |
| Pomocní biskupové                 |                                   |                                   |
| Adam Bałabuch                     | od 19. 3. 2008                    |                                   |

## Děkanáty
Děkanáty a počet farností v nich (k roku 2021)
- Bielawa (8 farností)
- Bolków (7 farností)
- Bystrzyca Kłodzka (10 farností)
- Dzierżoniów (8 farností)
- Głuszyca (8 farností)
- Kamieniec Ząbkowicki (9 farností)
- Kłodzko (10 farností)
- Kudowa-Zdrój (6 farností)
- Lądek-Zdrój (9 farností)
- Międzylesie (6 farností)
- Nowa Ruda (6 farností)
- Nowa Ruda - Słupiec (6 farností)
- Piława Górna (9 farností)
- Polanica-Zdrój (7 farností)
- Strzegom (9 farností)
- Świdnica - Wschód (9 farností)
- Świdnica - Zachód (9 farností)
- Świebodzice (7 farností)
- Valbřich - Południe (9 farností)
- Valbřich - Północ (8 farností)
- Valbřich - Zachód (7 farností)

Mapa diecéze svídnické (rozdělení na děkanáty 2008)

- Ząbkowice Śląskie - Południe (6 farností)
- Ząbkowice Śląskie - Północ (8 farností)
- Żarów (8 farností)